# Monofosfato de uridina sintetase

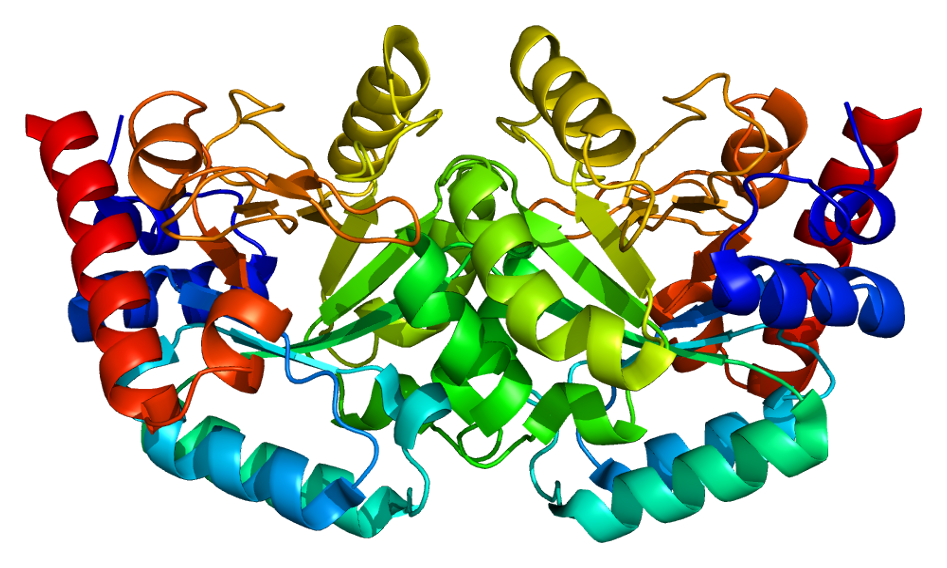
Estrutura molecular do UMPS.

Monofosfato de uridina sintetase (abreviado na literatura em inglês como UMPS, de uridine monophosphate synthase), também chamada orotato fosforibosil transferase e orotidina-5'-descarboxilase, é a enzima que catalisa a formação de monofosfato de uridina (abreviado como UMP, de uridine monophosphate), uma molécula portadora de energia em muitas rotas biossintéticas importantes. Em humanos, o gene que codifica para esta enzima é localizado no braço longo do cromossoma 3 (3q13).